# 치과재료

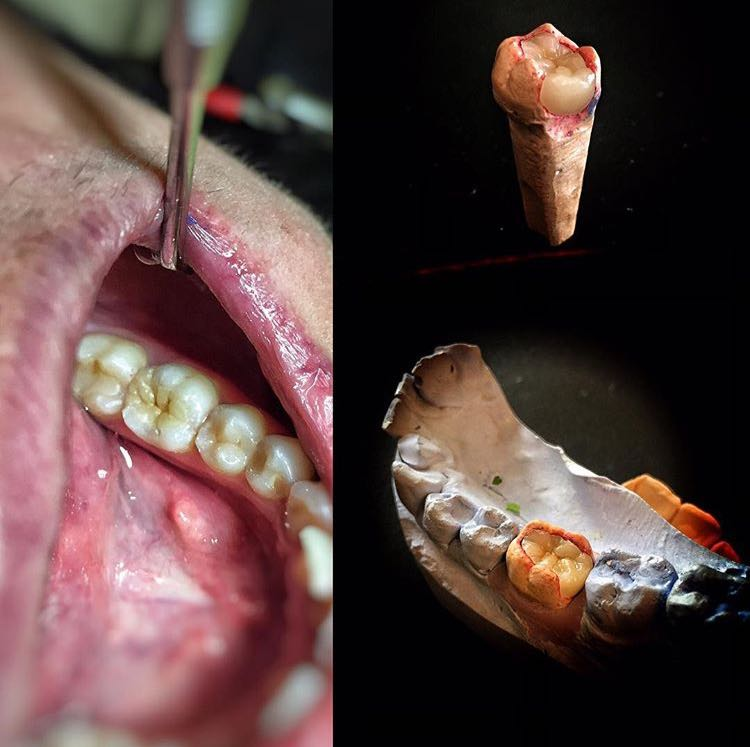

치과 재료(dental material)란 치과에 적용하는 재료를 말한다. 치과재료로 사용하기 위해서는 생체 적합성이 필요하다.

## 생체 적합성
생체 적합성(Biocompatibility) 또는 생체친화성(bioaffinity)이란 생체조직이나 체액에 대한 재료나 기기의 적합성 즉, 적용되는 부위에 잘 적응하는 능력을 말한다.Dorland's 의학사전에 의하면 '생명체와 조화를 이루면서 생물학적 기능을 저해하거나 독작용이 없는것'으로 정의 한다. 치과생체재료(Dental biomaterials) 역시 다른 의료기기들과 마찬가지로 생체적합성을 가지고 있어야 한다. 장기간에 걸쳐 인체에 악영향을 나타내지 않으며, 본래의 기능을 유지할 수 있는 재료의 특징으로 인체에 무해하고 적응되기 쉬운재료를 생체친화성이 좋은 재료라고도 한다.
치과재료를 사용할때에는 각 재료의 생물학적 특성을 철저하게 다루어야 한다. 모든 재료에는 자극을 주는 성분이 포함되어 있기 때문에 잠재적으로 수술 후 과민증, 독성, 과민증 과 같은 반응이 일어날 수 있다. 일부 재료에는 소량 사용시에는 부작용이 없지만 장기간 사용하면 자극적이거나 독성이 있을 수도 있고, 단기간 접촉 시 치료 효과가 있지만 장기간 접촉시 과민반응이 일어날 수도 있다. 따라서 치과를 포함한 모든 학문에서는 각 재료들의 장·단기적 기능과 영향, 생체적합반응 등을 고려하여 이용하여야 한다.  일반적으로 치아에 적용되는 영구수복재는 생체학적으로 부작용을 보이지 않아야 한다.

## 치과생체재료의 요구사항
치과 생체 재료는 다음과 같은 성질을 요구한다.
- 물리화학적 성질
  - 열전도 : 수복재료- 법랑질이나 상아질보다 낮은 열전도를 보이는 소재 사용 :구강 내 온도변화가 치수에 바로                 전달되면 이가 시릴수 있으며 심한경우 치수의 생활력을 잃을 수 있다. / 의치재료- 구강 내의 온도변화를 구강점막에 바로 전달하여 온도감각을 느낄 수 있도록 하는 열전도율이 우수한 소재사용
  - 열팽창계수-치질의 열팽창계수가 유사한것 이용 :수축과 팽창의 과정에서의 미세누출 방지
  - 전기적 성질: 타액에 의한 부식저항성, 갈바닉 부식 방지( 동일한 종의 금속재료 이용)
- 기계적 성질

치아 수복, 보철재료는 저작에 의한 압축, 인장, 굴곡, 전단 등 다양한 종류의  응력에 견딜 수 있는 적절한 강도와
탄성계수, 피로에 대한 충분한 저항성을 가져야한다.  수복재료및 보철재료의 경도는 치아의 경도와 유사해야하며,
적절한 마모저항성을 지녀야한다.
- 생물학적 성질

치과용 비귀금속 합금에 사용되는 일부 금속원소의 독성이나 알러지가 있을 수 있다. 널리 사용되고있는 치과용 아말감의 수은이 그 대표적인 예로 이의 위해성에 대해 끊임없는 문제가 재기되고있지만 뚜렷한 결론을 내지못하고 오랫동안 사용되고 있다. 치과생체재료는 일반 의료기기의 보다 먼저 의료기기의 안전성과 생체적합성에 대한 표준화 작업을 시작하였다. 국제표준기구에서도 치과분야의 치과생체재료의 생물학적 평가를 위해 ISO 7405, Dentistry- preclinical evaluation of biocompatibility of medical devices used in dentistry- Test methods for dental materials를 제정하였다.